# Lácacséke
Lácacséke is een plaats (község) en gemeente in het Hongaarse comitaat Borsod-Abaúj-Zemplén. Lácacséke telt 389 inwoners (2001).